# Branko Sbutega
Branko Sbutega (Kotor, 8. travnja 1952.  - Kotor, 27. travnja 2006.), bio je katolički svećenik iz Boke kotorske, autor i suautor značajnih književnih djela, 1990-ih utjecajni pripadnik pokreta za neovisnost Crne Gore, humanist i borac za manjinska prava Hrvata Boke kotorske, župnik župe svetog Eustahija u Dobroti. Rodom Hrvat.

## Životopis
Branko Sbutega rođen je u Kotoru 1952. godine, od oca Hrvata i majke Crnogorke. Rođen je kao drugo od troje djece u obitelji Krsta i Olge Sbutega. Osnovnu školu završio je 1966. godine u Prčnju, a gimnaziju društveno-jezičnog smjera završio je u rodnome Kotoru 1970. godine. Školujući se usporedno završio je i glazbenu školu, svirajući glasovir, orgulje i violončelo. Potom studirao je medicinu u Beogradu (četiri semestra), a na Katoličkom bogoslovnom fakultetu u Zagrebu godinu dana (1973. godine) studirao je filozofske predmete a onda je prešao na Filozofski fakultet u Beču. Teološki studij, dvogodišnjim boravkom, završio je na Papinskom lateranskom sveučilištu u Rimu. Za đakona Kotorske biskupije zaređen je 1978. godine. Za svećenika zaređen je 15. kolovoza 1979. godine, u crkvi Gospe od Škrpjela u Boki kotorskoj. Godine 1982. postao je župnik župe Svetog Eustahija gdje je djelovao niz godina. 
Početkom rata na prostoru SFRJ bio je izložen napadima srpskih ekstremista u Crnoj Gori zbog čega je morao emigrirati. Don Sbutega je 1991. godine od Hrvatske biskupske konferencije dobio zaduženje da u Padovi otvori centar za pomoć izbjeglicama. 
U Kotor se vratio 1996. godine, a 1999. godine osnovao je Caritas Kotorske biskupije. Osnivač je i KotorArta, festivala ozbiljne glazbe u Kotoru.
Autor je brojnih tekstova u časopisima i novinama. Suautorom je knjige Stara književnost Boke (1993.), zajedno s Ivom Banacem i Slobodanom Prosperovim Novakom. Objavio je i knjigu Kurosavin nemir svijeta (2006.), dok mu je posmrtno izašla i knjiga soneta Sebedarje (2007.).
Umro je u Kotoru, 27. travnja 2006. godine. Pokopan je u subotu 29. travnja 2006. godine kraj zidina crkve svetog Eustahija u Dobroti.

## Odličje
Predsjednik Republike Hrvatske Stjepan Mesić posmrtno je 2009. godine odlikovao don Branka Sbutegu odličjem Reda Danice hrvatske s likom Marka Marulića, za osobite zasluge u kulturi.

## Vanjske poveznice
- Stijepo Mijović Kočan, Oplemenjen vjerom  Arhivirana inačica izvorne stranice od 1. travnja 2018. (Wayback Machine), Vijenac, br. 318, 11. svibnja 2006.